# 博格野鯪
博格野鯪，為輻鰭魚綱鯉形目鯉科的其中一個種。分布於亞洲印度、巴基斯坦及孟加拉，體長可達29公分，為重要的食用魚及養殖魚類。

## 扩展阅读
維基物種上的相關：博格野鯪
1. ↑  Dahanukar, N. . The IUCN Red List of Threatened Species. 2011: 2011: e.T172409A6886439. doi:10.2305/IUCN.UK.2011-1.RLTS.T172409A6886439.en .